# Cogollos Vega

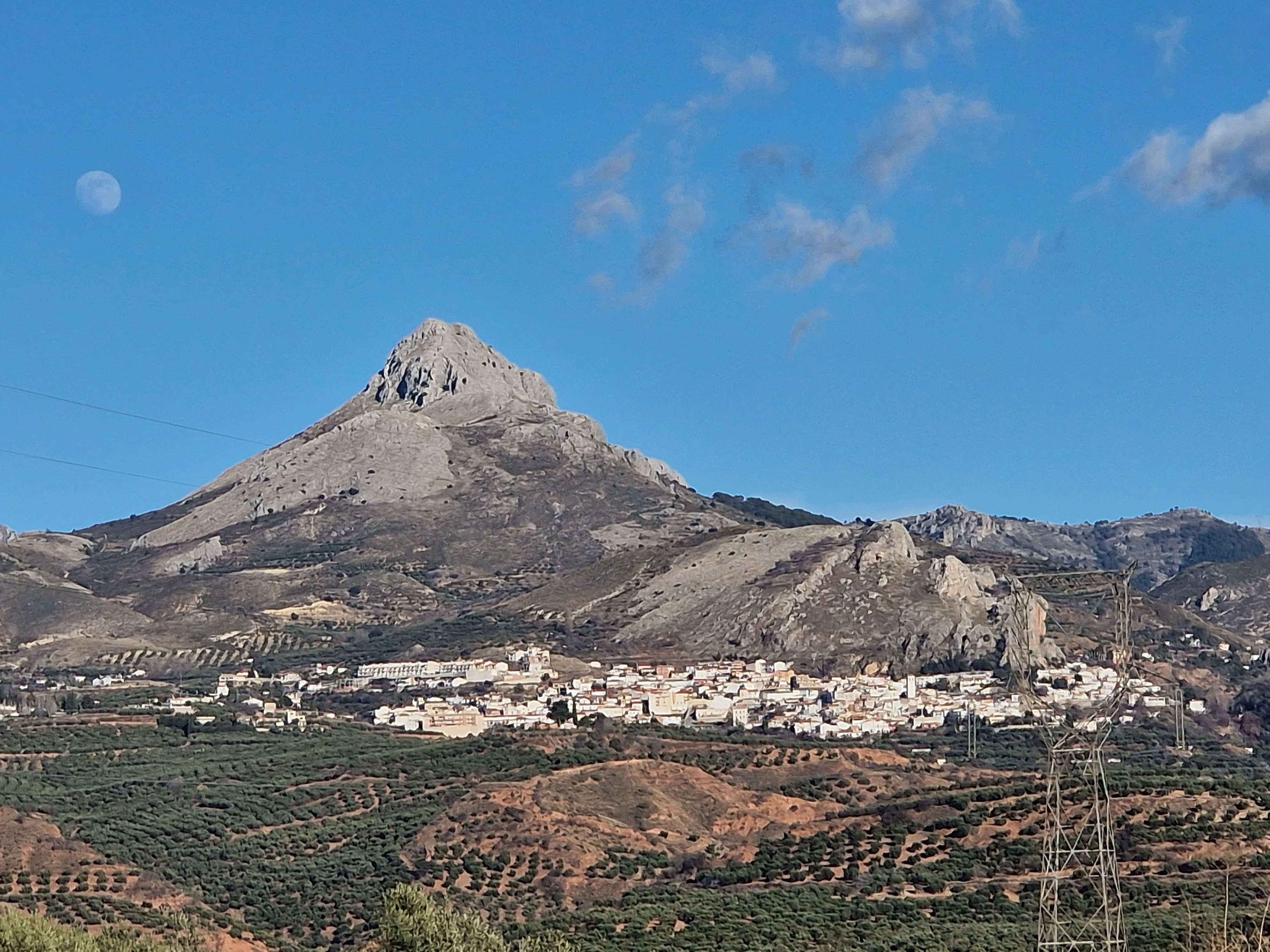
Vista de la localidad y de la sierra de Cogollos

Cogollos Vega (o Cogollos de la Vega) es una localidad y municipio español situado en la parte septentrional de la comarca de la Vega de Granada, en la provincia de Granada, comunidad autónoma de Andalucía. Limita con los municipios de Huétor Santillán, Nívar, Güevéjar, Calicasas, Albolote, Deifontes e Iznalloz. Cuenta con una población de 2084 habitantes (INE 2024). Por su término discurren los ríos Bermejo y Blanco.
El municipio cogollero comprende únicamente el núcleo de población de Cogollos Vega —capital municipal— y más de una veintena de diseminados, entre los que destacan Calderón, Cañada Azafrán, Cañada Vítar, La Capellanía, Catacena, Cerro Cruz, Los Corralillos, Los Hoyos, Huerta Vieja, El Plantado, El Portichuelo, Las Taulas, Las Veguetas, Los Zarzalones y El Zumacar, entre otros.
Una pequeña parte de su término lo ocupa el parque natural de la Sierra de Huétor.

## Toponimia

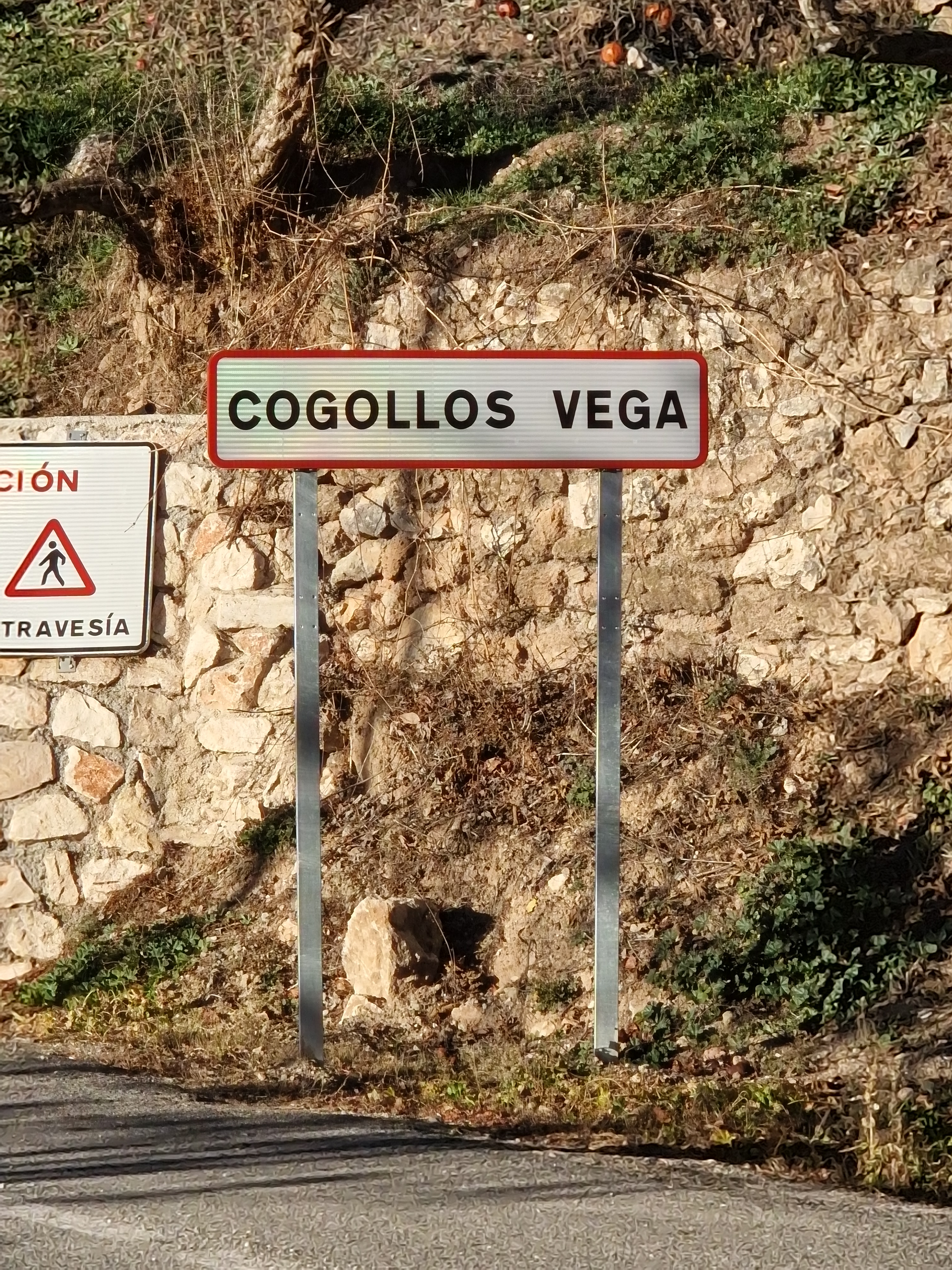
Señal de entrada a la localidad

Su nombre deriva del latín Cucullus, que alude al lugar donde se asienta en un promontorio, arabizándose después a Ququl(u)lus según crónicas de la época de Ibn al-Jatib, así como otros romanceros posteriores del siglo XVI. La coletilla Vega hace referencia a su comarca, para diferenciarlo de los otros municipios con el mismo nombre: Cogollos de Guadix, también en Granada; y Cogollos, en Burgos.
El único gentilicio que se emplea es el de cogollero/a.

## Símbolos
El municipio de Cogollos Vega cuenta con un escudo propio, aunque éste no está oficializado conforme a la normativa autonómica, lo que no evita su uso generalizado por parte del consistorio, asociaciones, clubes deportivos del municipio y otras administraciones públicas.

### Escudo
El blasón que viene usando el municipio tiene la siguiente descripción:

Escudo medio partido y cortado. Primero, de gules (rojo), árbol de sinople (verde). Segundo, de sinople, torre en sus colores naturales. Tercero, de sable (negro), montaña de gules acompañada de dos granadas en sus colores naturales. En punta, cruz de gules. Al timbre, corona real cerrada.

## Geografía

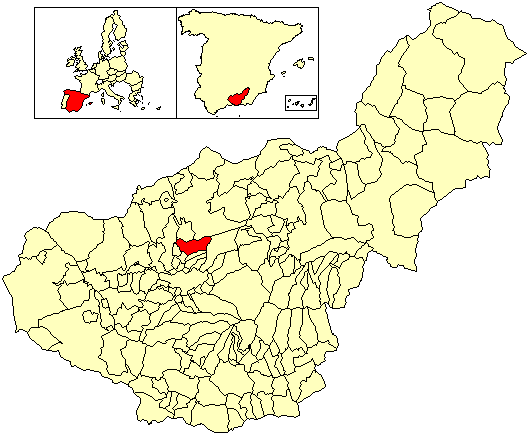
Extensión del municipio en la provincia de Granada

### Situación
Integrado en la comarca de la Vega de Granada, se encuentra situado a 15 kilómetros de la capital provincial, a 90 de Jaén, a 162 de Almería y a 281 de Murcia.
| Noroeste: Deifontes         | Norte: Deifontes e Iznalloz | Nordeste: Iznalloz y Huétor Santillán |
| Oeste: Albolote y Calicasas |                             | Este: Huétor Santillán                |
| Suroeste: Güevéjar          | Sur: Nívar                  | Sureste: Nívar y Huétor Santillán     |

### Clima
El clima de Cogollos Vega es de tipo mediterráneo continentalizado: fresco en invierno, con abundantes heladas; y caluroso en verano, con máximas sobre los 35 °C. La oscilación térmica es grande durante todo el año, superando muchas veces los 20 °C en un día. Las lluvias, ausentes en verano, se concentran en el invierno y son escasas durante el resto del año.

## Demografía

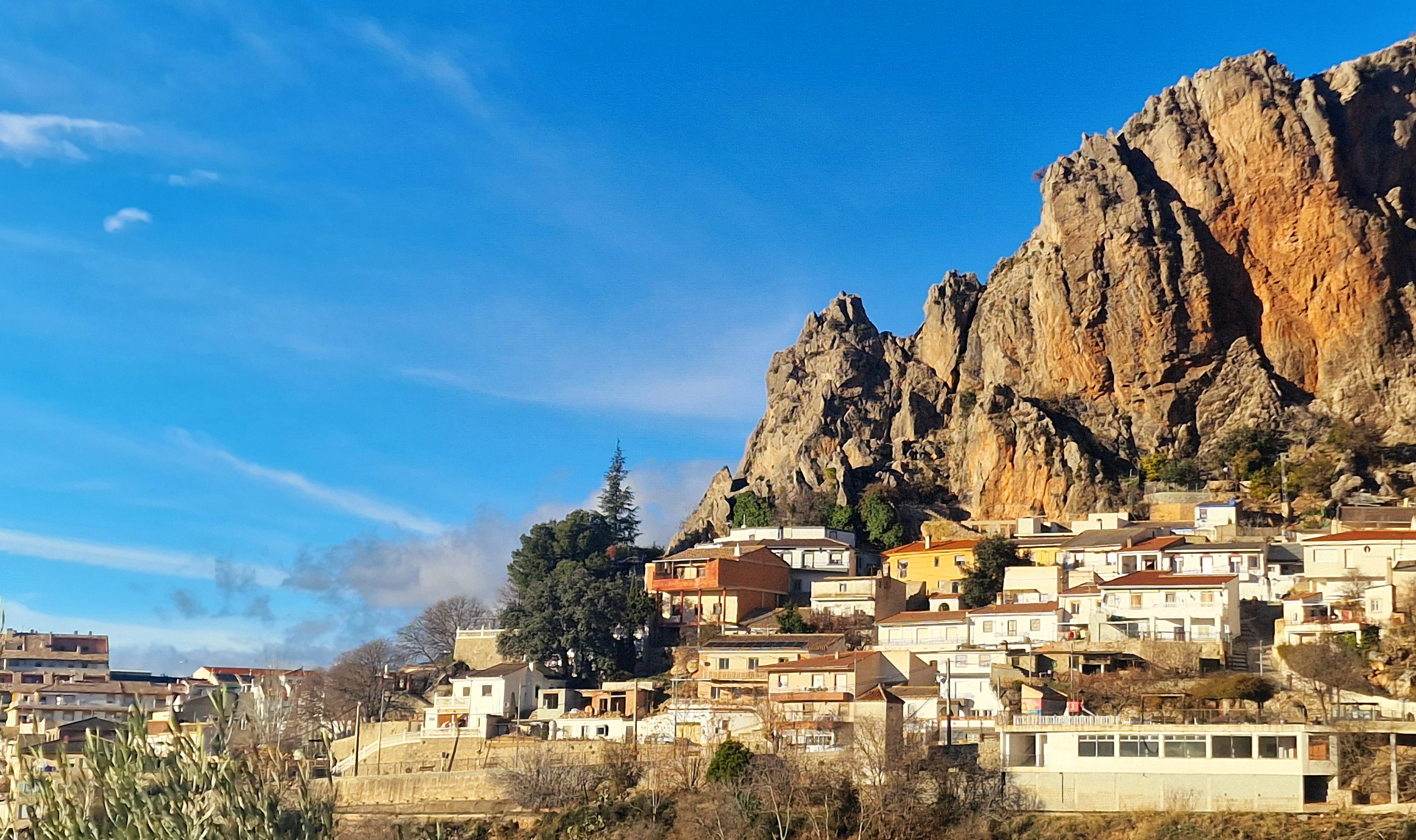
Vista del barrio de la Solana de la Mora

Cuenta con una población de 2084 habitantes (INE 2024), que se distribuyen de la siguiente manera:
| Unidad poblacional | Hab.  |
| ------------------ | ----- |
| Cogollos Vega      | 1 913 |
| diseminado         | 184   |
| TOTAL              | 2 097 |

### Evolución de la población
| Gráfica de evolución demográfica de Cogollos Vega entre 1842 y 2021                                                 |
| |
| Población de derecho según los censos de población del INE Población de hecho según los censos de población del INE |

## Economía

### Evolución de la deuda viva municipal
| Gráfica de evolución de la deuda viva del Ayuntamiento de Cogollos Vega entre 2008 y 2019                                |
| |
| Deuda viva del Ayuntamiento de Cogollos Vega en miles de euros según datos del Ministerio de Hacienda y Función Pública. |

## Política
Los resultados en Cogollos Vega de las últimas elecciones municipales, celebradas en mayo de 2023, son:
| Elecciones Municipales - Cogollos Vega (2023) | Elecciones Municipales - Cogollos Vega (2023) | Elecciones Municipales - Cogollos Vega (2023) | Elecciones Municipales - Cogollos Vega (2023) | Elecciones Municipales - Cogollos Vega (2023) |
| Partido político                              | Partido político                              | Votos                                         | %Válidos                                      | Concejales                                    |
| --------------------------------------------- | --------------------------------------------- | --------------------------------------------- | --------------------------------------------- | --------------------------------------------- |
|                                               | Partido Socialista Obrero Español (PSOE)      | 626                                           | 50,32%                                        | 6                                             |
|                                               | Partido Popular (PP)                          | 477                                           | 38,34%                                        | 4                                             |
|                                               | Vox (VOX)                                     | 227                                           | 10,20%                                        | 1                                             |
|                                               | Izquierda Unida Para la Gente (PARA LA GENTE) | 10                                            | 0,80%                                         | 0                                             |

### Alcaldes
| Legislatura | Nombre                                                               | Grupo |
| ----------- | -------------------------------------------------------------------- | ----- |
| 1979-1983   | Antonio Abril Muñoz (1979-1981) Manuel Valdivia Gómez (1981-1983)    | PSOE  |
| 1983-1987   | Manuel Valdivia Gómez                                                | PSOE  |
| 1987-1991   | Manuel Valdivia Gómez                                                | PA    |
| 1991-1995   | Manuel Valdivia Gómez (1991-1995) José Antonio Valdivia Gómez (1995) | PA    |
| 1995-1999   | José Pedro Díaz Hurtado (1995-1996) Daniel Jiménez Pinel (1996-1999) | PP IU |
| 1999-2003   | Jesús Torres Abril                                                   | PP    |
| 2003-2007   | Francisco José Luzón García                                          | GIC   |
| 2007-2011   | Francisco José Luzón García                                          | GIC   |
| 2011-2015   | Manuel Lucena Sánchez                                                | PP    |
| 2015-2019   | Manuel Lucena Sánchez                                                | PP    |
| 2019-2023   | Manuel Lucena Sánchez                                                | PP    |
| 2023-act.   | Alexandra García Martín                                              | PSOE  |

## Comunicaciones

### Carreteras

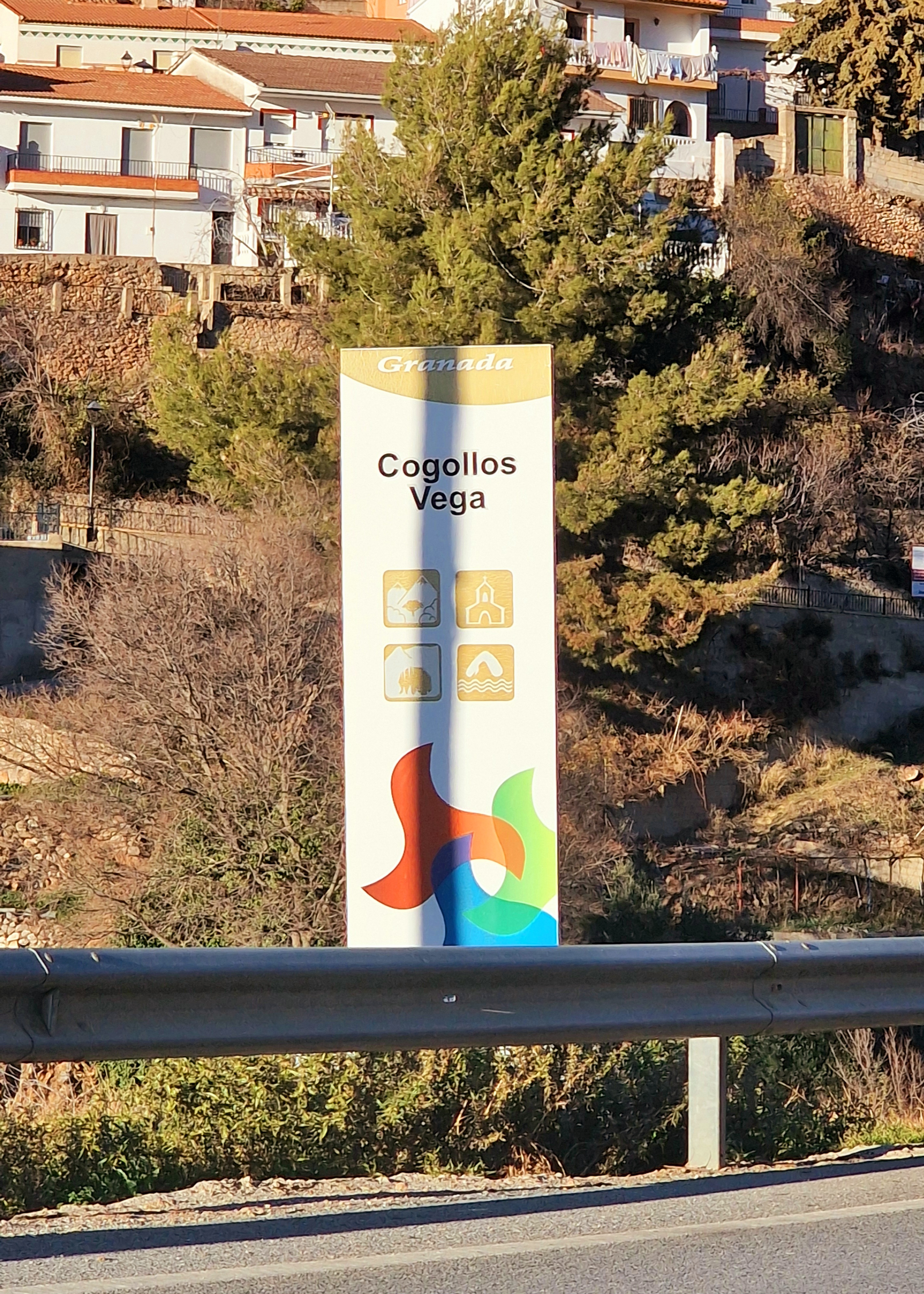
Entrada a la localidad por la carretera GR-3424

La principal vía de comunicación que transcurre por el municipio es:
| Identificador | Denominación                                    | Itinerario              |
| ------------- | ----------------------------------------------- | ----------------------- |
| GR-3424       | De Granada (A-4006) a Cogollos Vega (Instituto) | Granada - Cogollos Vega |

Algunas distancias entre Cogollos Vega y otras ciudades:
| Ciudades | Distancia (km) |
| -------- | -------------- |
| Granada  | 15             |
| Jaén     | 90             |
| Almería  | 162            |
| Murcia   | 281            |

## Servicios públicos

### Sanidad
El municipio cuenta con un consultorio médico de atención primaria situado en la plaza del Mercado s/n, dependiente del Distrito Sanitario Metropolitano de Granada. El servicio de urgencias está en el centro de salud de Alfacar y el área hospitalaria de referencia es el Hospital Ruiz de Alda de Granada capital.

### Educación
Los centros educativos que hay en el municipio son:
| Denominación genérica                    | Nombre del centro       | Naturaleza | Dirección                |
| ---------------------------------------- | ----------------------- | ---------- | ------------------------ |
| Instituto de Educación Secundaria        | IES Emilio Muñoz        | Público    | Pago de Catacena, s/n    |
| Colegio de Educación Infantil y Primaria | CEIP Hurtado de Mendoza | Público    | Bda. de Santa Adela, s/n |

## Cultura

### Monumentos
Iglesia parroquial de la Anunciación
Está edificada sobre el solar de una antigua mezquita. Sus dos naves, la torre y el artesonado son mudéjares. En su interior, hay un retablo barroco del siglo  XVIII e imágenes de gran valor artístico, como es una Purísima atribuida a Alonso Cano, y valiosos ornamentos y piezas de orfebrería.

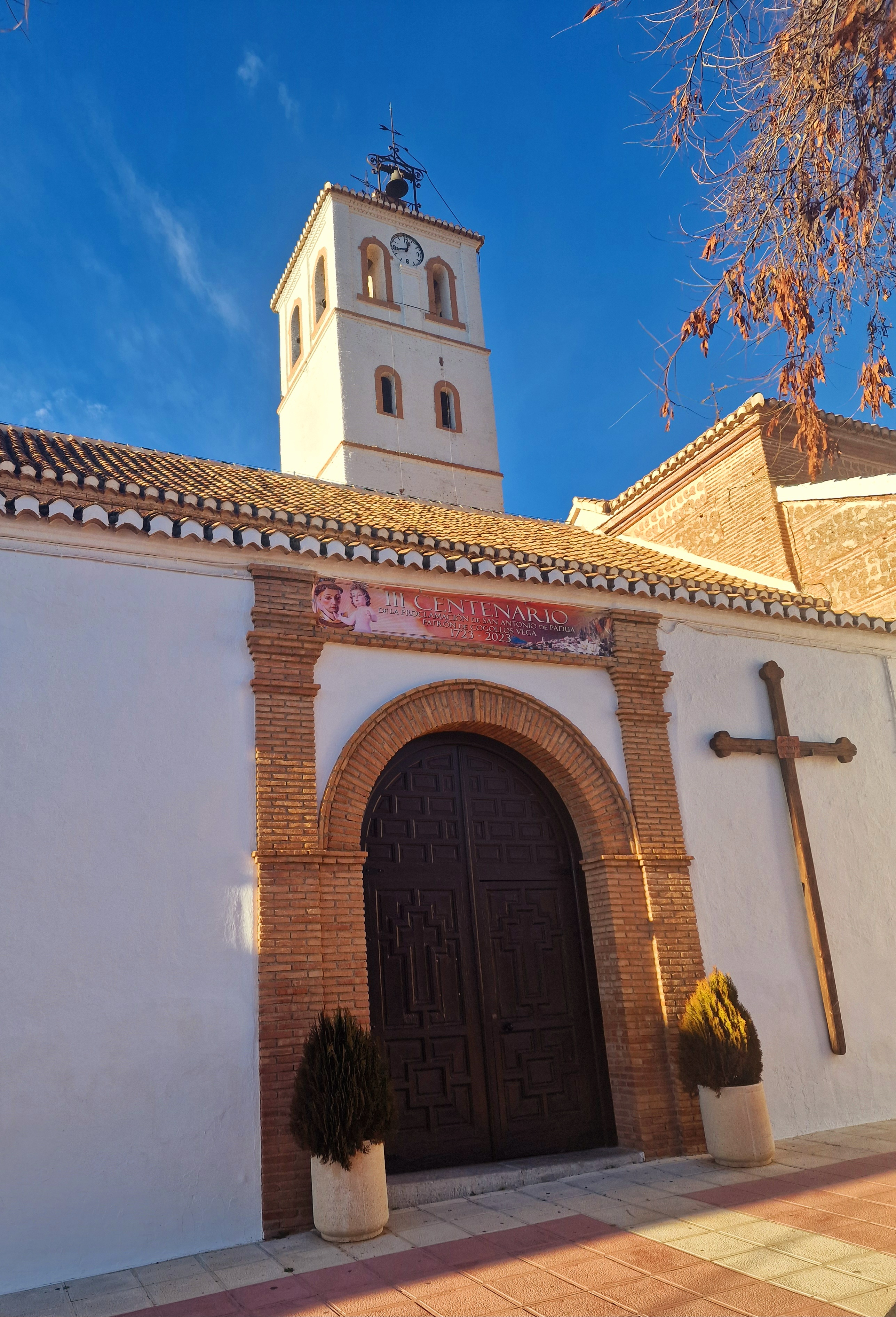
Iglesia de la Anunciación

La iglesia posee dos portadas; la primitiva se sitúa a poniente; la otra al sur, que se construyó posteriormente con la nave lateral. Destaca la luminosidad del retablo de la capilla mayor del siglo XVIII, regalo de una familia aragonesa cuyo retrato se conserva en la parroquia.

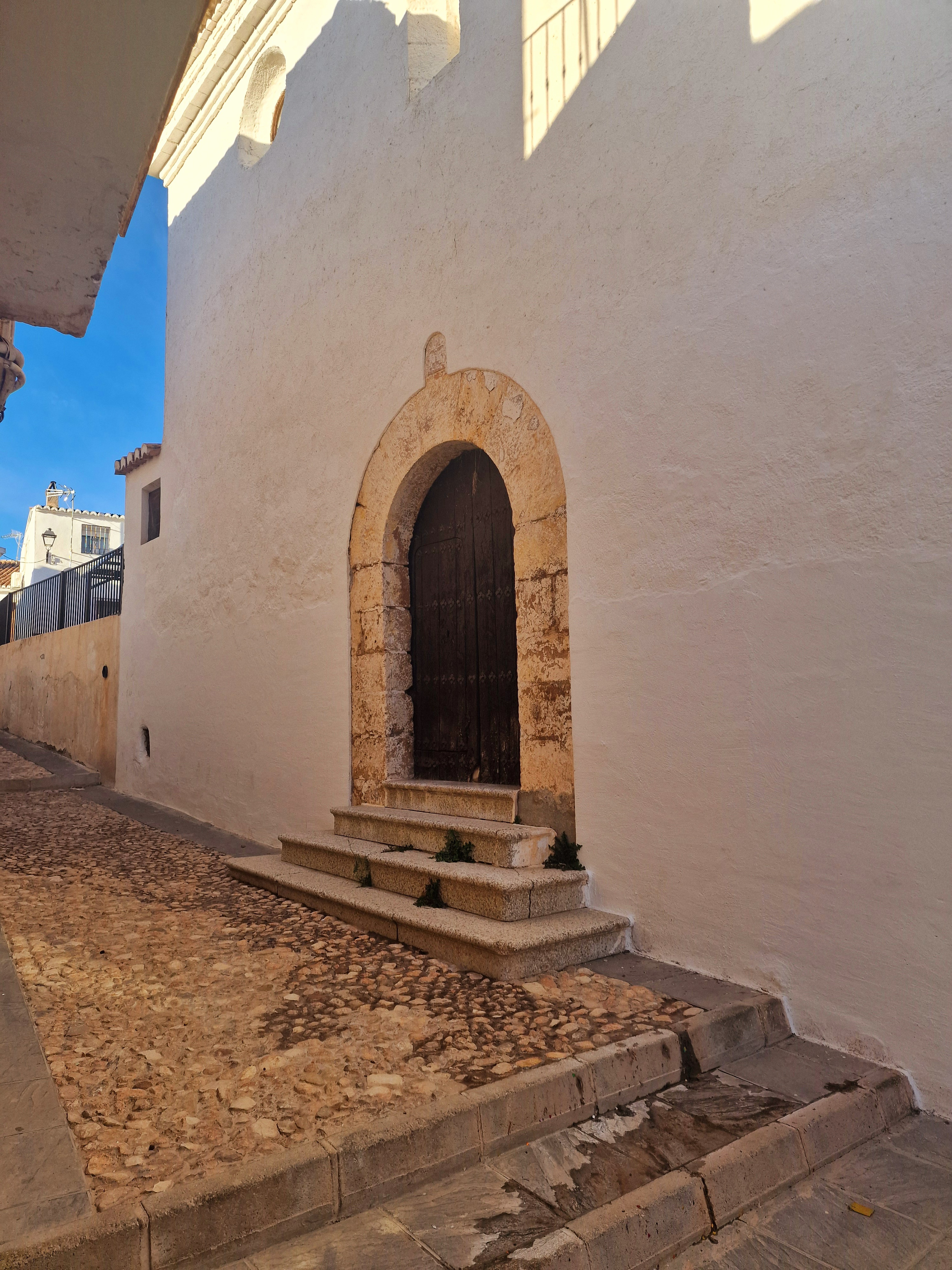
Puerta lateral de la iglesia de la Anunciación

Las esculturas que integran la iglesia son todas de la escuela granadina de los siglos XVII-XVIII. y pertenecen la mayoría al círculo de Pablo de Rojas. Algunas de las esculturas más importantes son: la Inmaculada del taller de los Mora, Nazareno y la Dolorosa de Pedro de Mena, el Crucificado y la Virgen del Rosario de Pablo de Rojas y San Antonio de Padua de Salvador Ledesma. 
Baños Árabes
Se encuentran en la parte antigua del pueblo. Durante siglos sirvió como vivienda y se componía de tres naves unidas entre sí por arcos de medio punto y bóvedas claraboyas octogonales. Por su tipología de salas paralelas pudiera pertenecer a la etapa de Taifas. Recientemente se ha catalogado los baños árabes de Cogollos Vega como monumento histórico-artístico de interés cultural, suponiendo el primer paso para su restauración por la Consejería de Cultura de la Junta. 
Se trata de unos baños árabes del siglo XII, que responden al modelo de baño rural de época musulmana, y que, como muchos otros en la provincia, han sobrevivido al paso del tiempo gracias a la solidez de su estructura y haber sido ocupados como vivienda a partir de su desuso en el siglo XVI. Eran habituales los baños públicos que, desde época romana, fueron centro de reunión y de higiene colectiva.
Se encuentran en una casa vieja de planta baja, como muchas otras del barrio antiguo; que no llamaría la atención de no ser por los grandes bloques de piedra que refuerzan su esquina y por el letrero de Baños Árabes (siglos XII-XIV). 

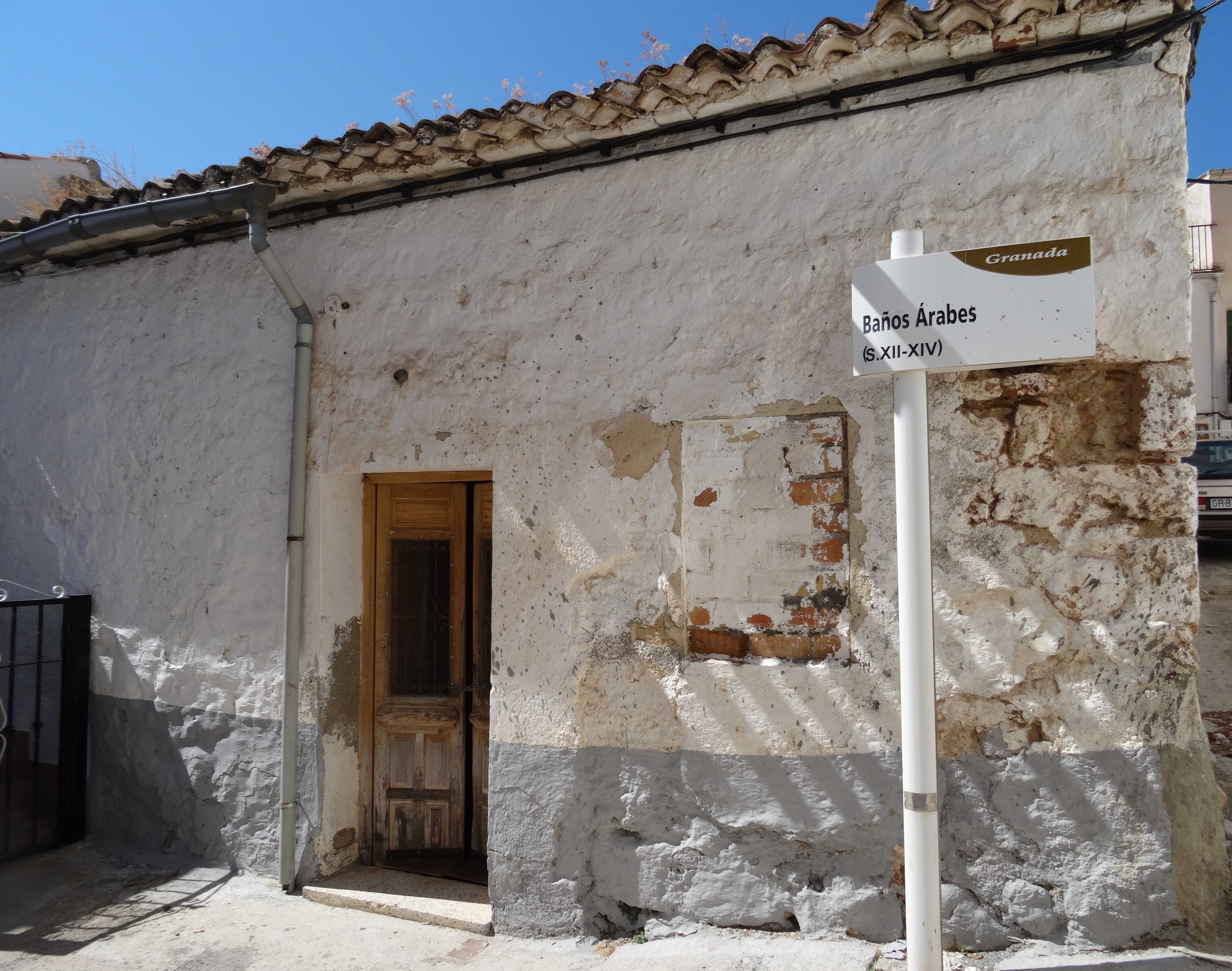
Exterior de los Baños árabes de Cogollos Vega

El umbral de la puerta da paso a una primera sala rectangular con bóveda maciza de ladrillo de medio cañón sin lucernas. Es la sala fría o apoditerium. Servía como guardarropa y lugar de saludo y despedida de los clientes. Por un hueco arqueado en el centro del muro se accede a la segunda sala, el tepidarium o sala templada. Más ancha y alta que la anterior, en su bóveda esquifada de medio cañón se abren doce lucernas en forma de polígono hexagonal que debieron tener cristales coloreados para iluminación y ambientación de esta zona de reposo y de baño de vapor.
La tercera nave, la sala caliente o caldarium, un poco más ancha que la anterior; dispone de catorce lucernas del mismo tipo hexagonal , muy poco frecuente, que realzan la singularidad de este baño.
La existencia de estos baños árabes pasó desapercibida, salvo para sus moradores, hasta finales del siglo XIX. Fue entonces cuando el historiador y especialista en arte hispano-musulmán don Manuel Gómez-Moreno realizó por encargo un plano de estos baños que hasta 1975 se exhibió en el Museo Arqueológico provincial. En noviembre de ese año se hizo entrega del plano al Ayuntamiento local, de donde desapareció años después. En 1987 la casa de los baños fue comprada por el Ayuntamiento de Cogollos Vega: Un baño árabe de 100 metros cuadrados y un patio de 79 metros al precio de 4 500 000 pesetas, en 2003 el ayuntamiento terminó de pagar dicha vivienda. 
Años después, en enero de 1991, fue declarado monumento histórico-artístico y en 1996 la Diputación Provincial de Granada, con un presupuesto de 1.900.000 pesetas, acometió las obras de derribo de tabiques y falsos techos, cegado de huecos no originales, firme y solado parcial, picado y enlucido de muros, y limpieza de cubiertas. El coste estimado por la Delegación de Cultura para la restauración asciende inicialmente a 211 000 euros y entre otras labores contempla deshacer algunas de las obras efectuadas por la Diputación sin ningún rigor arqueológico.
A finales del año 2021 se realizó una intervención arqueológica por parte del ayuntamiento, en la cual se han deshecho algunas de las actuaciones realizadas anteriormente, como quitar los revestimientos de las paramentos verticales y horizontales y dejando al descubierto los originales, se ha realizado una cata para descubrir el hipocausto, y se ha descubierto una puerta de servicio, entre otras cosas.
En un futuro se pretende instalar en sus dependencias un museo arqueológico y etnográfico.
Atalaya Árabe
Se trata de una torre vigía de la época árabe, de planta circular, con una altura cercana a los 10 metros y construida en mampostería.
Se encuentra situada en el cerro de la Atalaya, muy cercana al término municipal de Deifontes, de ahí que, aunque se encuentra ubicada en Cogollos Vega, se le denomine Atalaya de Deifontes.
Castillo de Cogollos Vega
Castillo de la Edad Media, del que solo quedan vestigios de la cimentación, está situado en un cerro y su entorno es el propio de un terreno montañoso.

### Fiestas
En Semana Santa se celebran varios actos religiosos. El Domingo de Ramos se celebra una procesión con ramas de olivo y palmas. El Viernes Santo se saca en procesión a cinco imágenes: la Virgen de los Dolores, el Cristo Crucificado, el Nazareno (también llamado Cristo de los Gitanos, ya que los gitanos son los que lo sacan), la Virgen Chica (tradicionalmente llevada por las más jóvenes) y el Santo Sepulcro.

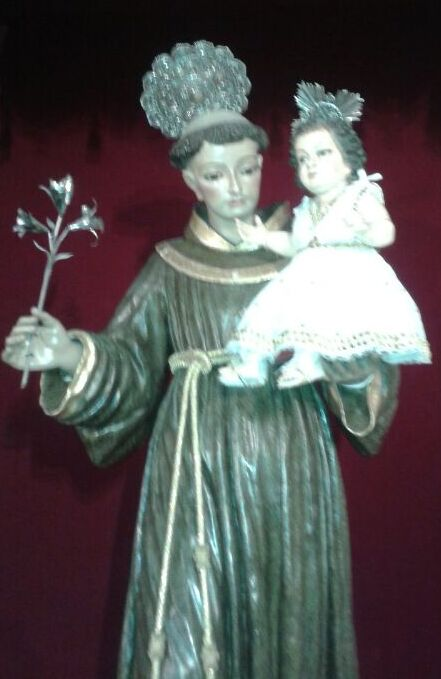
Imagen de San Antonio de Padua, patrón de Cogollos Vega

El Día de la Cruz, 3 de mayo, se organizan varias cruces por todo el pueblo. Muy típico de este día es el llamado hornazo que antiguamente los vecinos iban a las varias fuentes de Cogollos Vega a tomarlo —como la fuente de Catacena, el pilar de los Cuatro Caños, o la fuente de Carrañacas—, acompañado de chocolate.
El 13 de junio es la festividad de San Antonio de Padua, patrón del pueblo. Son las fiestas patronales, en esa misma semana se organiza la Semana Cultural con multitud de actos para tanto jóvenes como mayores. El día 13 sale en procesión San Antonio recorriendo las principales calles del pueblo.
En octubre tiene lugar las fiestas del Santísimo Sacramento. Se celebran el primer fin de semana de octubre, saliendo el domingo en procesión el Santísimo Sacramento.